# 샐리 리처드슨
샐리 리처드슨(Salli Richardson, 1967년 11월 23일 ~ )은 미국의 배우, 감독이다.

## 출연 작품
- 더 신 시어 (2015)
- 아이 윌 팔로우 (2010)
- 굿 헤어 (2009)
- 블랙 다이너마이트 (2009)
- 나는 전설이다 (2007)
- 아나콘다 2 - 사라지지 않는 저주 (2004)
- 바이커 보이즈 (2003)
- 앤트원 피셔 (2002)
- 버터 (1998)
- 소울 오브 더 게임 (1996)
- 전사 골리앗 (1996)
- 화이트 히어로 (1996)
- 뇌정행동 (1995)
- 수 시티 (1994)
- 와일드 블랙 (1994)
- 릴리의 선택 (1994)
- 아빠는 첩보원 (1994)
- 파시 (1993)
- 키스의 전주곡 (1992)

### 텔레비전 출연
- 트루 우먼 (1997, True Women)
- CSI: 마이애미 (2003)
- 유레카 (2006-12)
- 크리미널 마인드 (2009)
- 스티처스 (2015-17)

### 텔레비전 연출
- 유레카 (2011-13)
- 스티처스 (2017)